# 브렌다 존스 (정치인)
브렌다 B. 존스(Brenda B. Jones, 1959년 10월 24일 ~ )는 미국의 정치인이다.

## 학력
- 웨인 주립 대학교 인문사회 학사
- 웨인 주립 대학교 대학원 수료증

## 경력
- 2006.01 ~ 2014.01 디트로이트 광역선거구 시의원
- 2014.01 ~ 2022.01 디트로이트 광역선거구 시의원
- 2014.01 ~ 2022.01 디트로이트 시의장
- 2018.11 ~ 2019.01 제115대 미국 미시간 제13선거구 하원의원

## 역대 선거 결과
| 선거명        | 직책명                         | 대수  | 정당   | 득표율 | 득표수    | 결과 | 당락                   |
| ------------- | ------------------------------ | ----- | ------ | ------ | --------- | ---- | ---------------------- |
| 2005년 선거   | 시의원 (디트로이트 광역선거구) | -대   | 무소속 | 5.54%  | 90,669표  | 9위  | 디트로이트 시의원 당선 |
| 2009년 선거   | 시의원 (디트로이트 광역선거구) | -대   | 무소속 | 6.51%  | 61,294표  | 5위  | 디트로이트 시의원 당선 |
| 2013년 선거   | 시의원 (디트로이트 광역선거구) | -대   | 무소속 | 34.55% | 76,978표  | 1위  | 디트로이트 시의원 당선 |
| 2017년 선거   | 시의원 (디트로이트 광역선거구) | -대   | 무소속 | 42.79% | 71,306표  | 1위  | 디트로이트 시의원 당선 |
| 2018년 재선거 | 하원의원 (미시간 제13선거구)   | 115대 | 민주당 | 86.84% | 169,330표 | 1위  | 미시간주 하원의원 당선 |
| 2018년 선거   | 하원의원 (미시간 제13선거구)   | 116대 | 무소속 | 0.32%  | 633표     | 4위  | 낙선                   |